# Cheiry
Ne doit pas être confondu avec Cherish, Sherry, Chéri, Cherie, Cherry, Chérie ou Chery.
Cheiry (Tsèri  en patois fribourgeois) est une localité et une ancienne commune suisse du canton de Fribourg, située dans le district de la Broye.
Depuis le 1er janvier 2021, Cheiry fait partie de la commune de Surpierre.

## Historique
Le territoire de Cheiry est peuplé très tôt puisqu'on y a retrouvé une pointe de lance datant de la période de La Tène. Il y a aussi une nécropole du Haut Moyen Âge. Le village est connu vers 1185 sous le nom de Chirie. Il fait partie de la seigneurie de Surpierre en 1380 puis du bailliage fribourgeois de Surpierre dès 1536. Le village est détruit par un incendie en 1624. Cheiry est inclus dans le district d'Estavayer dès 1798, dans le district de Surpierre dès 1803 et enfin dans le district de la Broye à partir de 1848. Dans la nuit du 4 au 5 octobre 1994, la commune de Cheiry est le théâtre de la mort de vingt-trois membres de l'Ordre du Temple solaire.
Dans le cadre des fusions encouragées par le canton de Fribourg dans les années 2000, la commune voisine de Chapelle (Broye) est intégrée à Cheiry le 1er janvier 2005. Le 9 février 2020, la commune a accepté, à 79,6 %, de fusionner au sein de la commune de Surpierre. La fusion sera effective au 1er janvier 2021.

## Géographie
Selon l'Office fédéral de la statistique, Cheiry mesure 648 ha. 6,9 % de cette superficie correspond à des surfaces d'habitat ou d'infrastructure, 65,6 % à des surfaces agricoles, 27,2 % à des surfaces boisées et 0,3 % à des surfaces improductives.
Le territoire de l'ancienne commune se situe dans le plateau suisse entre la vallée de la Broye et le lac de Neuchâtel. Il s'étend dans la vallée de la Lembe, rivière qui traverse la commune du sud-ouest au nord-est. Au nord-ouest de la vallée se trouve le bois d'Aclex et au sud-est se situe le Grand bois, sur la crête entre les vallées de la Lembe et de la Broye, qui contient le point culminant de la commune à 711 mètres d'altitude. En plus du village de Cheiry, l'ancienne commune comprenait Chapelle au nord, sur la gauche de la vallée, ainsi que Coumin-dessous au bord de la Lembe et Coumin-dessus sur la droite de la vallée.

## Démographie
Selon l'Office fédéral de la statistique, Cheiry possède 390 habitants en 2022. Sa densité de population atteint 60,2 hab./km². En 2000, la population est francophone à 89,1 %, germanophone à 7 % et anglophone à 1,5 %.
La population de Cheiry, d'environ 400 habitants au XIXe siècle, baisse jusqu'à 258 habitants en 1980 avant de remonter à 357 en 2011. Le graphique suivant résume l'évolution de la population de Cheiry (incluant la commune ayant fusionné avec elle) entre 1850 et 2011 :

## Politique
Sur le plan communal, à l'époque où elle était commune, était dirigée par un conseil communal de cinq membres et dirigé par un syndic pour l'exécutif et une assemblée communale pour le législatif.
Lors des élections fédérales suisses de 2011, la commune a voté à 32,8 % pour l'Union démocratique du centre. Les deux partis suivants furent le Parti démocrate-chrétien avec 31,4 % des suffrages et le Parti socialiste suisse avec 23,5 %.

## Monuments

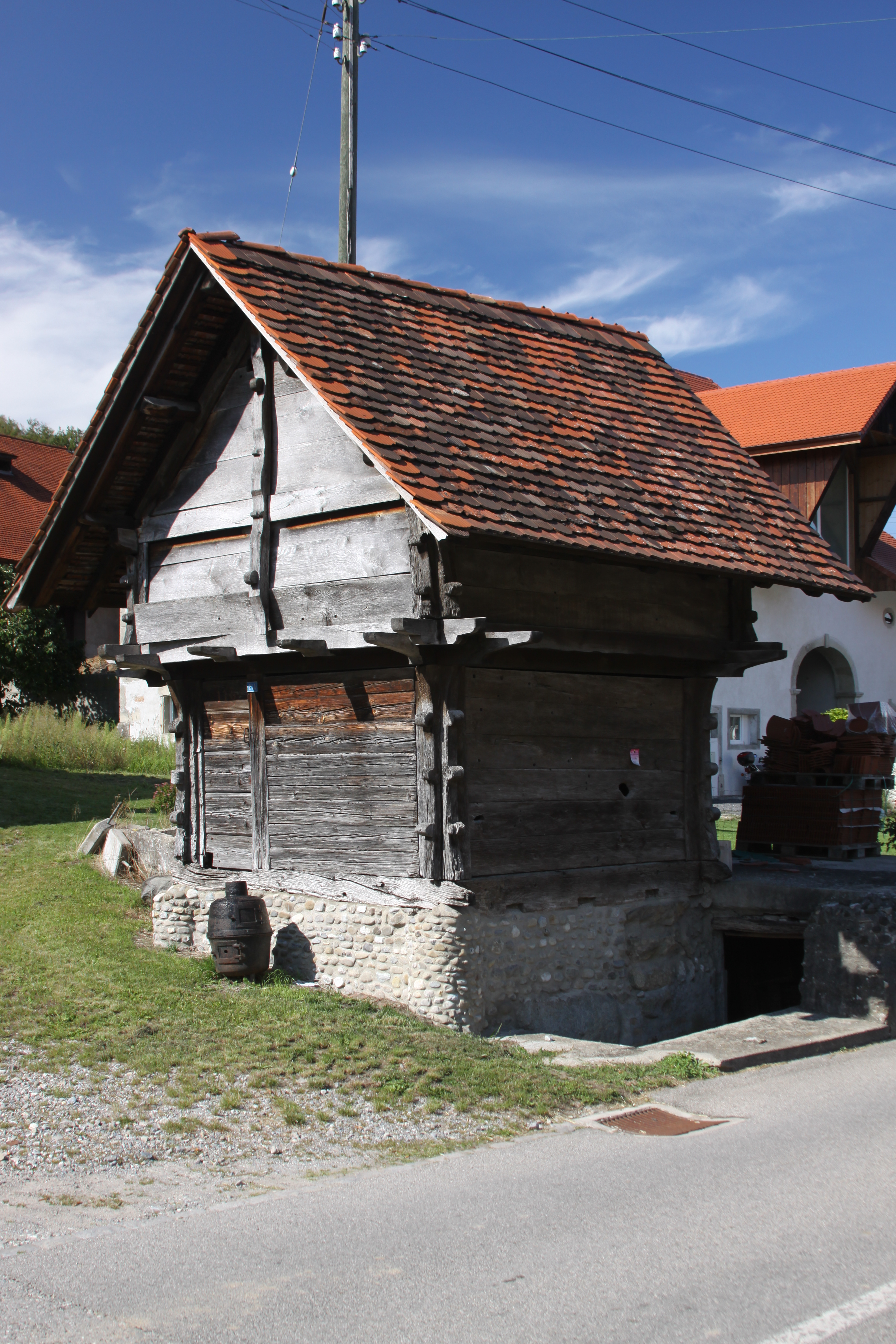
Le grenier inscrit comme bien culturel suisse d'importance nationale.

Le village de Cheiry comprend une église au moins dès 1184. L'église actuelle date de 1967. Il compte aussi un grenier inscrit comme bien culturel suisse d'importance nationale. Plusieurs bâtiments situés sur le territoire communal sont inscrits comme biens culturels d'importance régionale d'après la liste cantonale dressée en 2009 : une maison double à Cheiry, deux fermes et un grenier à Chapelle ainsi qu'un grenier à Coumin-Dessus.

## Économie
Jusqu'à la deuxième moitié du XXe siècle, l'économie locale était principalement tournée vers l'agriculture et l'élevage qui représentent encore une part importante des emplois locaux de nos jours. D'autres emplois ont été créés par de petites entreprises locales dans les services. On trouve par exemple un café restaurant. Pendant les dernières décennies, le village s'est transformé avec la création de plusieurs zones résidentielles habitées par des personnes travaillant principalement dans la région de Payerne.

## Transports
Cheiry se trouve sur la route principale reliant Granges-près-Marnand à Thierrens. Le village est relié à Granges-près-Marnand par une ligne de bus CarPostal.